# Tomeoa viridicolliculosa
Tomeoa viridicolliculosa är en svampart som beskrevs av I. Hino 1954. Tomeoa viridicolliculosa ingår i släktet Tomeoa, klassen Dothideomycetes, divisionen sporsäcksvampar och riket svampar.   Inga underarter finns listade i Catalogue of Life.